# Complet necunoscuți
Complet necunoscuți este un film dramatic de comedie din 2021 de Octavian Strunilă. În rolurile principale au interpretat actorii Anca Dumitra, Alex Conovaru, Andreea Grămoșteanu, Leonid Doni, Ada Galeș, Ștefan Adrian, Gabriel Răuță. A avut premiera la 24 iulie 2021 la Festivalul Internațional de Film Transilvania (TIFF) și la 24 septembrie 2021 în cinematografele românești.
Este adaptarea românească a filmului Complet străini (Perfetti sconosciuti) (2016, r.  Paolo Genovese).

## Distribuție
- Anca Dumitra - Maria
- Andreea Grămoșteanu - Dora
- Leonid Doni - Marcu
- Ada Galeș - Andreea
- Gabriel Răuță - Ben (ca Gabi Răuță)
- Alexandru Conovaru - Ștefan
- Adrian Ștefan - Toma
- Catia Maria Tanase - Ana
- Octavian Strunilă - Curier
- Virginia Rogin - Soacra (nemenționată)